# 賴中強

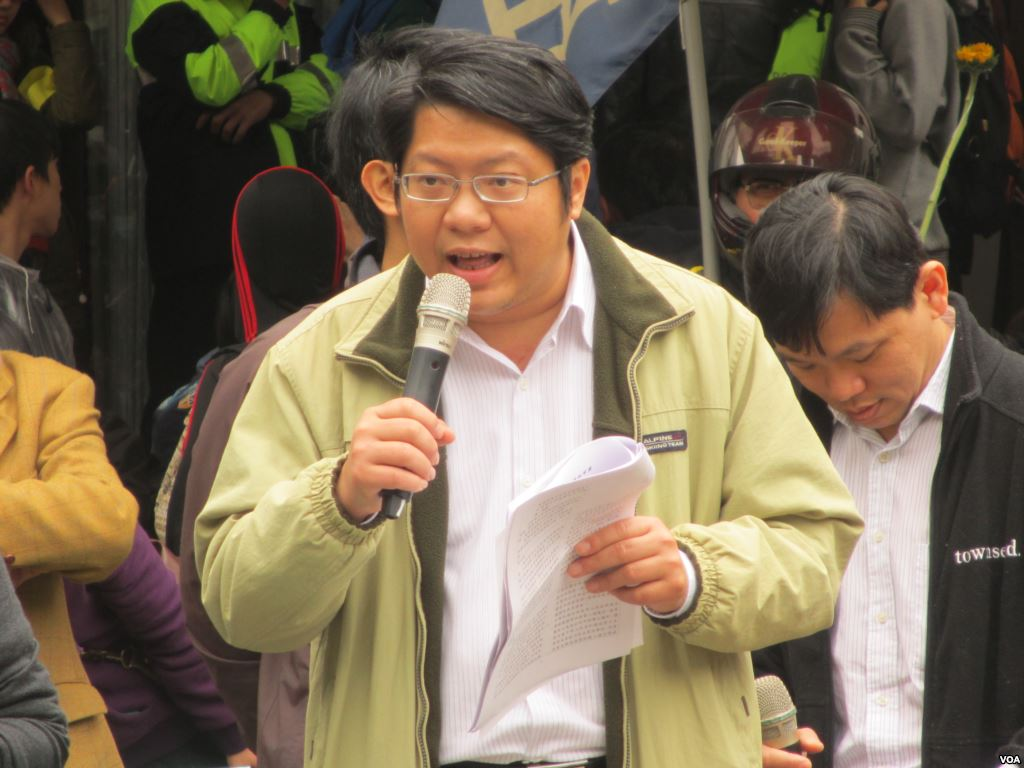
賴中強聲援太陽花學運

賴中強（1970年—），臺灣律師，積極關切並參與兩岸協議相關社運。畢業於國立臺灣大學法律系，專攻領域為智慧財產權、經營權爭議、稅務行政救濟、公司重整與破產、《證券交易法》。現為經濟民主連合智庫召集人、台灣公民陣線執行委員。曾任國立臺灣大學學生會會長、臺灣人權促進會會長、台灣青年基金會董事、行政院青年輔導委員會法規小組暨訴願審議委員會委員。

## 社會運動
賴中強曾任國立臺灣大學學生會第四屆會長，並長期關注台灣社會運動，學生時代曾參與野百合學運。
2010年6月馬英九政府簽訂《海峽兩岸經濟合作架構協議》（ECFA）後，賴中強與台灣守護民主平台協會、澄社、台灣人權促進會、台灣勞工陣線等社團與學界共同成立「兩岸協議監督聯盟」，批判馬政府與對岸簽署協議的流程違背民主程序。
2012年10月9日，賴中強出席台灣守護民主平台協會批判民主進步黨天王謝長廷「開展之旅」的記者會，他說，民進黨與中國國民黨無法解決差異，反而企圖藉由與中國大陸政權交流來在台灣競爭，這對台灣來說不是好現象，更不是民主發展的常態。
2013年6月馬政府簽訂《兩岸服務貿易協議》後，賴中強發起「反黑箱服貿民主陣線」並擔任召集人，持續關注與批判馬政府簽署兩岸協議的程序。後來因為反黑箱服貿民主陣線的訴求不僅止於阻擋《兩岸服務貿易協議》，反黑箱服貿民主陣線更名為經濟民主連合。
2014年3月17日，賴中強參與「捍衛民主120」行動，欲阻止馬政府在立法院粗暴闖關《兩岸服務貿易協議》，但仍被中國國民黨立法委員張慶忠強行通過。此舉引發各界社運人士的不滿，於3月18日起陸續發起抗議活動。晚間正式開始的太陽花學運，賴中強亦到場聲援。
2014年6月24日，通过国外网站预订，賴中強與反黑箱服貿民主陣線、民主鬥陣成員入住台北諾富特華航桃園機場飯店，準備25日下午針對王張會的「全民舉紅牌，停止王張會」行動。因飯店發現多數客人進出房間，並且於半夜多次闖入安全梯以及在走廊上走動，經過與賴中強等人聯繫，要求所有房客必須依照交通部觀光局的管理辦法登記，卻被拒絕；之後就算客房經理主動電話、敲門溝通，但房客完全不理；飯店只好基於安全將房門打開，再次溝通仍然無效，才打電話給警方請求協助；飯店人員最後破門要求退房，引發爭議。之後賴中強等人被警方強行限制行動自由，等同被軟禁於飯店。王張會記者會結束後，警方仍要求賴中強等人從大廳「搭警備車到大門口」，雙方僵持不下。晚間7點5分，受困飯店長達10小時的賴中強等人才終於走出大門口。
2015年11月26日，馬政府欲在年底前完成《海峽兩岸貨品貿易協議》談判，賴中強在立法院群賢樓前逐條朗讀1,500項將開放的中國工業製品，費時六小時。
2016年9月1日，行政院說明「金融挺實體經濟—三力四挺政策專案」，宣布開放中國大陸投資人及在台陸資投資事業投資基金及外幣債券；賴中強發文批評蔡英文政府與林全內閣：「經民連擋了馬政府兩年，居然是在蔡政府林內閣對中開放，這當然是服貿協議的偷渡」。
2016年12月15日，立法院內政委員會初審通過《公民投票法》修正草案，公民投票年齡降至18歲，敏感的領土變更複決改依《中華民國憲法增修條文》處理，兩岸政治協議公投則回歸《兩岸協議監督條例》、並保留送立法院會議協商；經濟民主連合在立法院外要求，民進黨應堅持先前提出的「政治談判強制公投」條款（兩岸政治協商須經公民投票法律機制，事前都必須提交公民投票來取得人民授權，協商結論也必須經過公投讓台灣人民作最後決定），若最後取消該條款，他們不會接受總統蔡英文的這個髮夾彎。同月16日，賴中強發文批評，民進黨與蔡英文像個逃學的小孩，不斷迴避「建立『沒有台灣人民公民投票授權，沒有任何人可以代表台灣與中國進行政治談判；沒有台灣人民公民投票批准，任何與中國簽的政治協議都不生效』的民主防衛機制」這個功課，令人質疑「民進黨到底還有沒有意願完成這門功課」。
2017年2月2日，經濟民主連合在立法院群賢樓前要求立法院內政委員會在本會期完成「對中協議監督條例」三讀，賴中強等三人舉起春聯向民進黨喊話：上聯「立法委員開工大吉」，下聯「監督條例不能再等」，橫批「信守承諾」。

## 家庭
賴中強之妻孫迺翊為國立臺灣大學法律學系教授，是前司法院大法官孫森焱之女。

## 外部連結
- 賴中強的Facebook專頁
- 「兩岸協議」監督聯盟
- 反黑箱服貿協議 （页面存档备份，存于）
- 反黑箱服貿協議（facebook） （页面存档备份，存于）
- 反黑箱服貿民主陣線 （页面存档备份，存于）
- 經濟民主連合 （页面存档备份，存于）
- 經濟民主連合（facebook）